# 김효석 (1949년)
김효석(金孝錫, 1949년 7월 15일 ~ 2020년 5월 2일)은 대한민국의 정치인이다. 제16·17·18대 국회의원을 지냈다.

## 학력
- 1962년 광주수창초등학교 졸업
- 1965년 광주서중학교 졸업
- 1968년 광주제일고등학교 졸업
- 1972년 서울대학교 상과대학 경영학 학사
- 1981년 조지아 대학교 경영대학원 MBA
- 1984년 조지아 대학교 경영대학원 DBA

## 경력
- 1972년 제11회 행정고등고시 합격
- 1984년 9월 ~ 1988년 8월 중앙대학교 경영대학 조교수
- 1988년 9월 ~ 1993년 8월 중앙대학교 경영대학 부교수
- 1991년 3월 ~ 1993년 2월 중앙대학교 국제경영대학원 교학부장
- 1993년 9월 ~ 2000년 2월 중앙대학교 전산센터 소장
- 1998년 2월 ~ 1998년 7월 중앙대학교 경영대학 학장
- 1998년 7월 ~ 2000년 2월 정보통신정책연구원 원장
- 1999년 11월 ~ 2000년 5월 국민경제자문회의 전문위원
- 1998년 ~ 2000년 한국CIO포럼 대표간사
- 2001년 ~ 2002년 한국경영정보학회장
- 2017년 11월 ~ 2020년 5월 대한석유협회 회장

## 의정 활동

### 16대 의정 활동
- 2000년 5월 ~ 2004년 5월 제16대 국회의원(전남 담양군·곡성군·장성군, 새천년민주당, 초선)
- 국회 재정경제위원회 위원
- 국회 과학기술정보통신위원회 위원
- 국회 재정경제위원회 책임연구원
- 새천년민주당 대변인

### 17대 의정 활동
- 2004년 5월~2008년 5월 제17대 국회의원(전남 담양군·곡성군·장성군, 새천년민주당→민주당→중도통합민주당→무소속→대통합민주신당→통합민주당, 재선)
- 국회 재정경제위원회 위원
- 국회 보건복지위원회 위원
- 국회 예산결산특별위원회 위원
- 국회 정치개혁특별위원회 위원
- 국회 과학기술정보통신위원회 위원
- 국회 운영위원회 위원장
- 민주당 정책위의장
- 민주당 원내대표
- 대통합민주신당 원내대표
- 통합민주당 원내대표

### 18대 의정 활동
- 2008년 5월 ~ 2012년 5월 제18대 국회의원(전남 담양군·곡성군·구례군, 통합민주당→민주당→민주통합당, 3선)
- 국회 기획재정위원회 위원
- 민주당 민주정치위원장
- 18대 후반기 국회 농림수산식품위원회 위원

## 저서
- 1988년 (공인회계사를 위한) 회계감사 샘플링론, 한국신용평가
- 1989년 경상계 통계학, 형설출판사
- 1991년 경영마인드와 PC의 만남, 한국능률협회
- 1993년 비즈니스 프로세스 리엔지니어링, 한국능률협회
- 1995년 리엔지니어링 열풍 그 후(공저), 명진출판사
- 1999년 新산업혁명 전자상거래, 대한상공회의소 한국경제연구센터
- 1999년 정보사회와 컴퓨터(공저), 형설출판사
- 2000년 디지털 경제시대의 경영정보시스템(공저), 법문사

## 역대 선거 결과
|  | 92.44% |

|  | 52.52% |

|  | 76.52% |

|  | 49.64% |

## 소속 정당
| 소속 정당 | 소속 정당      | 소속 기간 | 비고           |
| --------- | -------------- | --------- | -------------- |
|           | 새천년민주당   | 2000~2005 | 정계 입문      |
|           | 민주당         | 2005~2007 | 당명 변경      |
|           | 중도통합민주당 | 2007      | 합당           |
|           | 무소속         | 2007      | 탈당           |
|           | 대통합민주신당 | 2007~2008 | 창당           |
|           | 통합민주당     | 2008      | 합당           |
|           | 민주당         | 2008~2011 | 당명 변경      |
|           | 민주통합당     | 2011~2012 | 합당           |
|           | 무소속         | 2012~2014 | 탈당           |
|           | 새정치연합     | 2014      | 창당준비위원회 |
|           | 새정치민주연합 | 2014~2015 | 창당           |
|           | 더불어민주당   | 2015~2020 | 당명 변경 사망 |

## 같이 보기
- 담양군·곡성군·장성군
- 담양군의 국회의원
- 곡성군의 국회의원
- 장성군의 국회의원
- 담양군·곡성군·구례군
- 구례군의 국회의원